# أندرو كولير
أندرو كولير هو ضابط بحري كندي، ولد في 3 يونيو 1924 في كاملوبس في كندا، وتوفي في 3 يناير 1987 في فيكتوريا في كندا.